# Michałów
Michałów è un comune rurale polacco del distretto di Pińczów, nel voivodato della Santacroce.
Ricopre una superficie di 112,21 km² e nel 2004 contava 4 925 abitanti.